# Dorris (Kalifornien)
Dorris ist eine Stadt im Norden von Kalifornien im Siskiyou County an der Grenze zu Oregon mit 860 Einwohnern (Stand: 2020).

## Geographie
Dorris liegt am Highway 97. Die geographischen Koordinaten sind 41° 58′ N, 121° 55′ W.

## Demographie
Beim United States Census 2000 hatte Dorris eine Bevölkerung von 886 Personen, die auf 342 Haushalte und 240 Familien entfielen.
| Altersgruppe | Anteil |
| ------------ | ------ |
| <18          | 30,6 % |
| 18 – 24      | 7,6 %  |
| 25 – 44      | 22,5 % |
| 45 – 64      | 23,6 % |
| >65          | 15,8 % |